# Lago de Livigno
O Lago Livigno ou Lago do Galo é um lago artificial no vale Livigno. O lago ocupa parte do território da Suíça e da Itália. Área do lago na superfície é de 4,71 km².
A albufeira tem uma capacidade de 164 milhões de m³, sendo que os seus níveis de água mínimos e máximos acima do nível do mar estão a 1 700 metros e 1 805 metros, respetivamente.
Desde a construção da barragem que não é autorizada qualquer atividade desportiva nas suas águas, tais como o windsurf e o remo. No verão de 2005, no entanto, a equipe da Italiana do Remo Nacional foi autorizada a treinar no lago.